# Microcorys

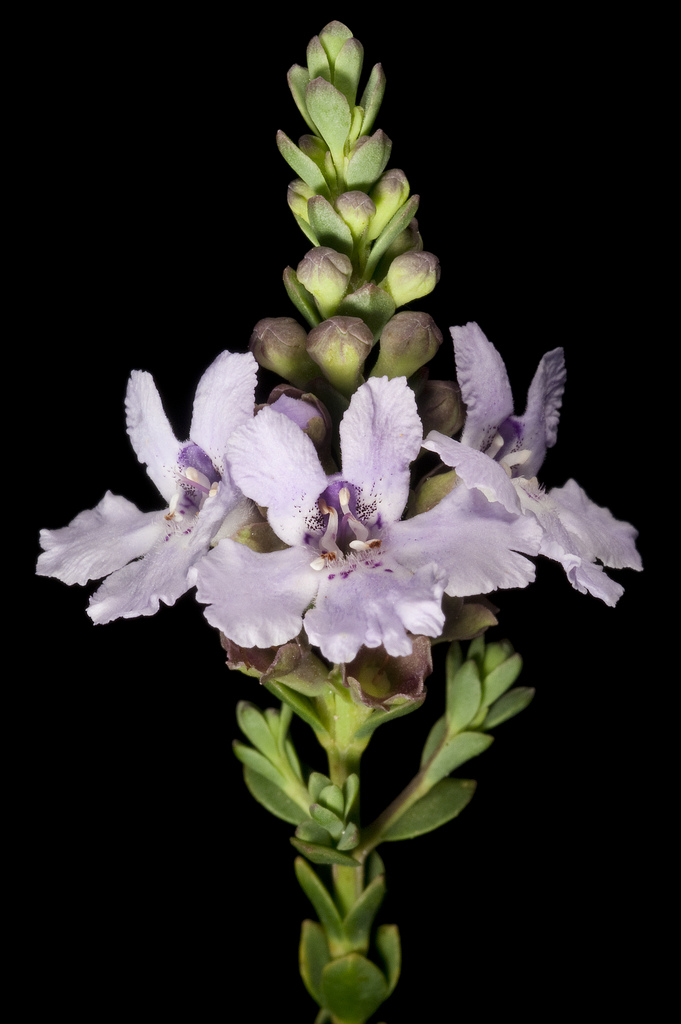
Otro ejemplo: un Microcorys sin identificación específica.

Microcorys es un género con 20 especies aceptadas, de la treintena descritas, de plantas con flores perteneciente a la familia Lamiaceae. Es endémica estricta de Australia, esencialmente del suroeste de la isla.

## Descripción
El género lo componen arbustos o subarbustos que pueden llegar a los 2m de alto, siempreverdes, no aromáticos, con los tallos y ramas de sección rondeadas, excepto las ramitas distales jóvenes que son usualmente de sección cuadrangular. Las hojas, sin estípulas, son opuestas y decusadas o en verticilos, sentadas o cortamente pecioladas, de limbo entero llano y de bordes revolutos, de haz escabrida o glabra y envés velloso. Las flores, bibracteoladas, son solitarias y axilares u organizadas en inflorescencias de pocas flores, pediceladas, hermafroditas, muy zigomorfas con el cáliz, persistente, pentalobulado -a menudo aparentemente bilabiado- y la corola, de color malva pálido u oscuro, rosado, rojo u ocasionalmente blanco, es más o menos bilabiada con el labio superior bilobulado y cóncavo y el inferior trilobulado. El androceo cuenta con 4 estambres, los 2 superiores fértiles con una sola teca funcional y la otra estéril y a menudo con tricomas apicales, mientras los 2 inferiores se quedan reducidos a estaminodios lineales; el conectivo entre dichas tecas, que es alargado en un corto, dilatado y peludo ápice, carece de apéndices basales. El gineceo, originalmente bilocular pero luego dividido por un falso septo, y que aparece entonces tetralocular; tiene el estilo con estigma cortamente bífido y es glabro. Deriva en un fruto esquizocárpico de 4 mericarpos nuculoides, habitualmente no encerrado por los lóbulos del cáliz persistente.

## Taxonomía
El género fue descrito por Robert Brown y publicado en Prodromus Florae Novae Hollandiae, p. 502 en 1810. 
No se designó una especie tipo.
Etimología
- Microcrys: del griego μιχρο, pequeño y χόρυς capucha, o sea «pequeña capucha», por la pequeña protuberencia en forma de casco en el lóbulo superior de la corola.[4]

## Especies aceptadas
- Microcorys barbata R.Br.
- Microcorys capitata (Bartl.) Benth.
- Microcorys cephalantha B.J.Conn
- Microcorys elliptica B.J.Conn
- Microcorys eremophiloides Kenneally
- Microcorys ericifolia Benth.
- Microcorys exserta Benth.
- Microcorys glabra (Bartl.) Benth.
- Microcorys lenticularis F.Muell.
- Microcorys longiflora F.Muell.
- Microcorys longifolia (Benth.) Benth.
- Microcorys macredieana F.Muell.
- Microcorys obovata Benth.
- Microcorys pimeloides F.Muell.
- Microcorys purpurea R.Br.
- Microcorys queenslandica C.T.White
- Microcorys subcanescens Benth.
- Microcorys tenuifolia Benth.
- Microcorys virgata R.Br.
- Microcorys wilsoniana B.J.Conn[2]